# Michael Battistini
Michael Battistini (sinh ngày 8 tháng 10 năm 1996) là một cầu thủ bóng đá người San Marino hiện tại đang thi đấu ở vị trí tiền vệ trung tâm cho câu lạc bộ Tre Penne tại Campionato Sammarinese di Calcio.

## Sự nghiệp thi đấu quốc tế
Battistini đã và đang đại diện cho San Marino ở cấp độ U-17, U-19, U-21 và đội tuyển quốc gia. Anh ra mắt quốc tế cho San Marino trong trận thua 2-0 trước Moldova vào ngày 20 tháng 3 năm 2017, khi vào sân thay cho Luca Tosi.
Anh cũng đại diện San Marino XI tại UEFA Regions' Cup 2017, ghi 1 bàn thắng trong chiến thắng 4-0 trước Nam Wales.

## Thống kê sự nghiệp

### Câu lạc bộ
Tính đến 18 tháng 7 năm 2018.
| Câu lạc bộ          | Mùa giải            | Giải đấu                         | Giải đấu | Giải đấu | Cúp  | Cúp | Châu lục | Châu lục | Khác | Khác | Tổng cộng | Tổng cộng |
| Câu lạc bộ          | Mùa giải            | Hạng                             | Trận     | Bàn      | Trận | Bàn | Trận     | Bàn      | Trận | Bàn  | Trận      | Bàn       |
| ------------------- | ------------------- | -------------------------------- | -------- | -------- | ---- | --- | -------- | -------- | ---- | ---- | --------- | --------- |
| Juvenes/Dogana      | 2016–17             | Campionato Sammarinese di Calcio | 13       | 1        | 4    | 0   | –        | –        | 0    | 0    | 17        | 1         |
| Libertas            | 2018–19             | Campionato Sammarinese di Calcio | 12       | 2        | 0    | 0   | –        | –        | 0    | 0    | 12        | 2         |
| Tre Penne           | 2019–20             | Campionato Sammarinese di Calcio | 0        | 0        | 0    | 0   | –        | –        | 1    | 0    | 1         | 0         |
| Tổng cộng sự nghiệp | Tổng cộng sự nghiệp | Tổng cộng sự nghiệp              | 25       | 3        | 4    | 0   | 0        | 0        | 1    | 0    | 29        | 3         |

Ghi chú
1. ↑  Ra sân tại Coppa Titano
2. ↑  Ra sân tại Vòng loại Europa League 2019-20

### Quốc tế
Tính đến 17 tháng 6 năm 2023
| Đội tuyển quốc gia | Năm       | Trận | Bàn thắng |
| ------------------ | --------- | ---- | --------- |
| San Marino         | 2017      | 5    | 0         |
| San Marino         | 2018      | 0    | 0         |
| San Marino         | 2019      | 1    | 0         |
| San Marino         | 2020      | 3    | 0         |
| San Marino         | 2021      | 2    | 0         |
| San Marino         | 2022      | 8    | 0         |
| San Marino         | 2023      | 3    | 0         |
| Tổng cộng          | Tổng cộng | 22   | 0         |